# Trofeo Baracchi 1986
Il Trofeo Baracchi 1986, trentacinquesima edizione della corsa, si svolse il 13 settembre 1986, da Borgo Valsugana a Trento, su un percorso di 96,6 km.   
La vittoria fu conquistata dalla coppia Giuseppe Saronni e Lech Piasecki, che completarono il percorso in 1h59'44", precedendo Daniele Caroli e Michael Wilson, che si aggiudicarono il secondo posto, e Brian Holm e Jesper Skibby, che salirono sul terzo gradino del podio. I corridori che presero il via in questa edizione della corsa erano 24, suddivisi in 9 coppie. 
L'edizione fu segnata dalla squalifica della coppia Francesco Moser e Dietrich Thurau, che in quel momento aveva il miglior tempo, a causa del fatto che il corridore tedesco venne sorpreso a farsi trainare da un'ammiraglia dopo aver accusato una piccola crisi. La vittoria andò quindi alla coppia Saronni-Piasecki, partita precedentemente, il cui tempo non venne battuto

## Ordine d'arrivo (Top 10)
| Pos. | Corridore                      | Tempo    |
| ---- | ------------------------------ | -------- |
| 1    | Giuseppe Saronni Lech Piasecki | 1h59'44" |
| 2    | Daniele Caroli Michael Wilson  | a 49"    |
| 3    | Brian Holm Jester Skibby       | a 1'13"  |